# Jämmer och elände
Jämmer och elände är ett studioalbum från 1978 av Maritza Horn, utgivet på skivbolaget Metronome (MLP 15.638). 1990 utkom det på CD (9031-70869-2).
Låtmaterialet utgörs av gamla skillingtryck som alla kretsar kring människors lidande i någon mening: död, sjukdomar med mera. Horn hade redan som barn tyckt om att få höra "hemska" visor sjungna för sig vid läggdags. Anders Burman på Metronome fick via radio höra talas om Horns intresse för detta och bad henne göra ett album på temat. Horn accepterade erbjudandet och lade ner månader av arbete på att forska i materialet.
Skivan producerades av Marie Bergman med Rune Persson och Lasse Holmberg som ljudtekniker. Den spelades in i Metronome Studio i Stockholm, hösten 1978. Bergman medverkade också som musiker liksom bland andra Anders Berglund. Omslagsfotot togs av Dan Lindhe.
Albumet nådde som bäst en 15:e plats på den svenska albumlistan. "Lasarettvisan" låg på Svensktoppen i fem veckor under perioden 3 juni-1 juli 1979, med en niondeplats som bästa resultat.
Jämmer och elände är en av titlarna i boken Tusen svenska klassiker (2009).

## Låtlista
Där inte annat anges är låtarna traditionella.

### LP
Sida A
1. "Lejonbruden" – 3:45
2. "Drinkarflickans död" – 4:02
3. "Det döende barnet" – 2:46 (musik: Bo Dahlman, Maritza Horn, text: trad.)
4. "Efter balen" – 3:30
5. "I året 1800" – 3:30

Sida B
1. "Harpan" – 3:48 (musik: trad., text: Anders Grafström)
2. "Allt under vilda djur och drakar" – 2:18
3. "Tjuvarnas konung" – 3:18
4. "Lasarettvisan" – 2:38
5. "Pastorn med sin stora bok" – 2:34 (musik: Marie Bergman, Horn, text: trad.)
6. "Frusen tuva" – 2:48 (musik: Bergman, Horn, text: Klara Högvall-Hansson)

### CD
1. "Lejonbruden" – 3:45
2. "Drinkarflickans död" – 4:02
3. "Det döende barnet" – 2:46 (musik: Bo Dahlman, Maritza Horn, text: trad.)
4. "Efter balen" – 3:30
5. "I året 1800" – 3:30
6. "Harpan" – 3:48 (musik: trad., text: Anders Grafström)
7. "Allt under vilda djur och drakar" – 2:18
8. "Tjuvarnas konung" – 3:18
9. "Lasarettvisan" – 2:38
10. "Pastorn med sin stora bok" – 2:34 (musik: Marie Bergman, Horn, text: trad.)
11. "Frusen tuva" – 2:48 (musik: Bergman, Horn, text: Klara Högvall-Hansson)

## Medverkande
- Lars Arvinder – viola
- Anders Berglund – dragspel
- Marie Bergman – producent, kör, gitarr
- Anders Dahl – violin
- Olle Gustafsson – cello
- Jan Kohlin – trumpet
- Sven Larsson – trombon
- Claes Nilsson – violin

## Listplacering
| Lista (1979) | Topplacering |
| ------------ | ------------ |
| Sverige      | 15           |

### Fotnoter
1. 1 2 3  ”Jämmer och elände”. Svensk mediedatabas. http://smdb.kb.se/catalog/search?q=Maritza+Horn+J%C3%A4mmer+typ%3Afonogram&x=0&y=0. Läst 6 februari 2013.
2. 1 2  Gradvall et al 2009, nr. 523
3. ↑  ”Jämmer och elände”. Discogs.com. http://www.discogs.com/Maritza-Horn-J%C3%A4mmer-Och-El%C3%A4nde/release/1856908. Läst 6 februari 2013.
4. 1 2  ”Jämmer och elände”. Hitparad. 26 februari 1979. http://hitparad.se/showitem.asp?interpret=Maritza+Horn&titel=J%E4mmer+och+el%E4nde&cat=a. Läst 21 april 2012.
5. ↑  Svensktoppen - 1979